# Asconema fristedti
Asconema fristedti är en svampdjursart som beskrevs av Konstantin R. Tabachnick och Menshenina 2007. Asconema fristedti ingår i släktet Asconema och familjen Rossellidae.

## Underarter
Arten delas in i följande underarter:
- A. f. fristedti
- A. f. nordazoriense
- A. f. islandiense